# Catedral de Bristol
La catedral de Bristol, coneguda en anglès com Cathedral Church of the Holy and Undivided Trinity, és la catedral anglicana de la ciutat anglesa de Bristol.
Va ser fundada com l'abadia de Sant Agustí el 1140 per Robert Fitzharding, un terratinent local ric i oficial reial. Com el nom suggereix, estava pensat per allotjar canonges agustins. Els edificis de pedra s'aixecaven gradualment durant la resta del segle. Sobreviuen dos bons exemples d'aquesta fase normanda: la sala capitular i la casa abacial, juntament amb una porta romànica, que originalment portava a les estances de l'abat.

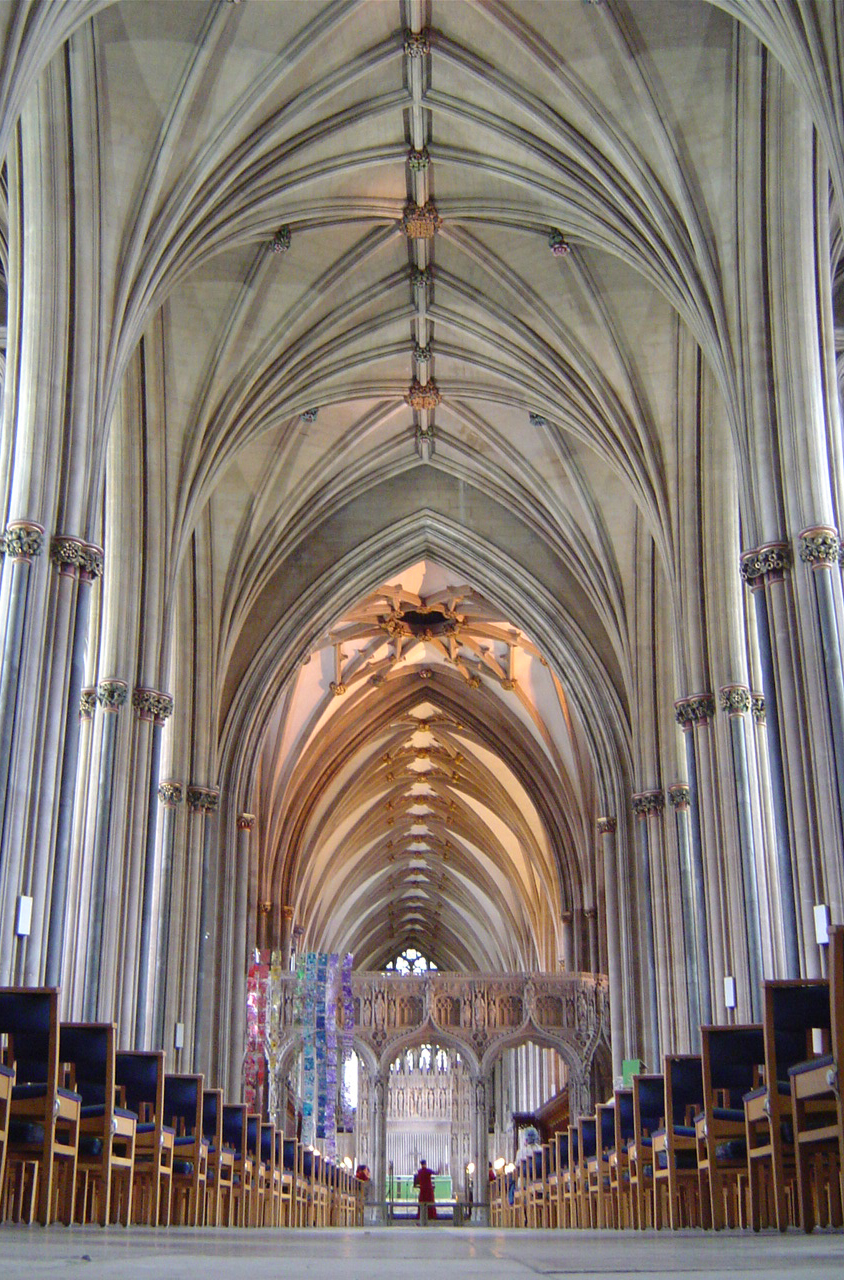
Interior

Amb l'abat David (1216 - 1234) s'edificà una nova fase, la capella de Lady Elder (1220). La part oriental de l'església de l'abadia es reconstruïa en estil decorat anglès entre 1298 i 1332 amb l'abat Edward Knowle. L'abat John Newland (1481 - 1515) començava la reconstrucció de la nau, que quedava incompleta en la Dissolució dels Monestirs del 1539, i era demolida. El 1542 l'església esdevenia la catedral d'una nova diòcesi de Bristol i és dedicada a la Santíssima Trinitat.
Una nau nova fou afegida durant el segle xix, dissenyada per George Edmund Street i que harmonitzava amb l'estil medieval. La cerimònia d'inauguració va ser el 23 d'octubre de 1877. Tanmateix el front occidental amb les seves torres idèntiques torres es completava el 1888.